# Горбань, Екатерина Алексеевна
Екатерина Горбань (род. в Алжире) — оперная певица, обладательница лирико-колоратурного сопрано. Лауреат II международного конкурса вокалистов им. С. В. Рахманинова (2013).

## Биография
Екатерина Алексеевна Горбань родилась в г. Алжир Алжирской Народной Демократичной Республики. В 1995 году с отличием окончила музыкальную школу имени П. И. Чайковского по классу фортепиано в городе Новочеркасске. В 2000 году с отличием окончила эстрадное отделение Ростовского училища культуры. В 2005 году стала выпускницей музыкального факультета Таганрогского государственного педагогического института (кафедра фортепиано). Затем поступила в Ростовскую государственную консерваторию имени С. В. Рахманинова, с отличием окончила вокальное отделение в 2011 году. Ее педагогом был заслуженный артист России А. А. Мусиенко.
В 2009 году начала работать солисткой в Ростовском государственном музыкальном театре. В 2013 году — стала лауреатом 2 международного конкурса вокалистов им. С. В. Рахманинова. В период с декабря 2013 года по январь 2014 года гастролировала по Испании и Сербии с оркестром Ростовского государственного музыкального театра. В 2016 году стала выпускницей ассистентуры-стажировки при Российской государственной консерватории имени С. В. Рахманинова.
Сопрано.
Участвовала в Музыкальном вечере из цикла «Музыкальные среды на Газетном» — «Песни весны, песни победы», который проходил в отделе Ростовского областного музея краеведения на Газетном, 47.
В ее репертуаре следующие партии: Джильда («Риголетто» Дж. Верди), Розина («Севильский цирюльник» Дж. Россини), Царица Ночи («Волшебная флейта» В. А. Моцарта), Сюзанна («Свадьба Фигаро» В. А. Моцарта), Анна Франк («Дневник Анны Франк» Г. Фрида), Марфа («Царская невеста» Н. Римского-Корсакова), Адель («Летучая мышь» И. Штрауса), Богоматерь («Юнона и Авось» А. Рыбникова), Баядера («Баядера» И. Кальмана), Белла Джиретти («Паганини» Ф. Легара). Участие в концертных программах: Штраус - гала; Симфо - рок; Оперетта против мюзикла; Спектакль - ревю М. Розовского «Звуки мюзикла» (Гризабелла («Кошки» Э. Ллойда Уэббера), Кристина («Призрак оперы» Э. Ллойда Уэббера), Клара («Порги и Бесс» Дж. Гершвина), Мария («Вестсайдская история» Л. Бернстайна)).